# Serenade of the Seas
Serenade of the Seas (укр. Серенада морів) — круїзне судно класу Radiance, що перебуває у власності компанії «Royal Caribbean Cruises Ltd.» та експлуатується оператором «Royal Caribbean International». Ходить під прапором Багамських островів із портом приписки в Нассау.

## Історія судна
Судно було закладене 26 вересня 2001 року на верфі «Meyer Werft» в Папенбурзі, Німеччина. Спуск на воду відбувся 20 червня 2003 року. 30 липня 2003 року судно здано в експлуатацію та передано на службу флоту компанії-замовника. 25 серпня того ж року здійснило перший рейс.
На церемонії хрещення, що відбулася 22 серпня 2003 року у Нью-Йорку, хрещеною мамою судна стала американська актриса Вупі Голдберг. Перший рейс здійснений 25 серпня того ж року з Нью-Йорка по Карибському басейні. З часу введення в експлуатацію судно здійснило круїзи у Карибському басейні, навколо Скандинавії, Гренландії та у Середземномор'ї. За цими ж маршрутами судно працює і нині.